# Rosa orientalis
Rosa orientalis es una especie de planta del género Rosa, de la familia Rosaceae.

## Taxonomía
Rosa orientalis fue descrita por A. Dupont ex Ser. en 1825.

## Distribución
Se encuentra en el territorio de Turquía hasta Líbano e Irán.